# Sinyongsan (métro de Séoul)
Sinyongsan (hangeul : 신용산 ; hanja : 新龍山, sous nommée AMOREPACIFIC) est une station de passage de la ligne 4 du métro de Séoul. Elle est située au 112 Hangang-daero, dans l'arrondissement Yongsan-gu de Séoul, en Corée du Sud.
Ouverte en 1985, elle est desservie par les rames omnibus et express, qui circulent sur la ligne 4.

## Situation sur le réseau

Plan du réseau (2023)

Établie en souterrain, la station Sinyongsan, est une station de passage de la ligne 4 du métro de Séoul : elle est située entre la station Samgakji, en direction du terminus nord-est Jinjeop, et la station Ichon en direction du terminus sud-est Oido,.

## Histoire
La station souterraine Sinyongsan est mise en service, sur la ligne 4 du métro de Séoul, le 18 octobre 1985, lors de l'ouverture à l'exploitation, des 16,4 km, de Université de Hansung au nouveau terminus Sadang.

## Services aux voyageurs

### Accès et accueil
Station souterraine de passage, au 112 Hangang-daero. Il y a six bouches, numérotées de 1 à 6, établies de part et d'autre de la Hangang-daero. Elle est équipée d'escaliers, escaliers mécaniques et ascenseurs pour les cheminements entre la station en sous-sol et les bouches en surface. Elle dispose notamment de billetteries avec des automates pour l'acquisition de titres de transports.

### Desserte
Sinyongsan est desservie par les rames omnibus et express, qui circulent sur la ligne 4. La station souterraine est aménagée avec deux quais latéraux équipés de portes palières.

Installations
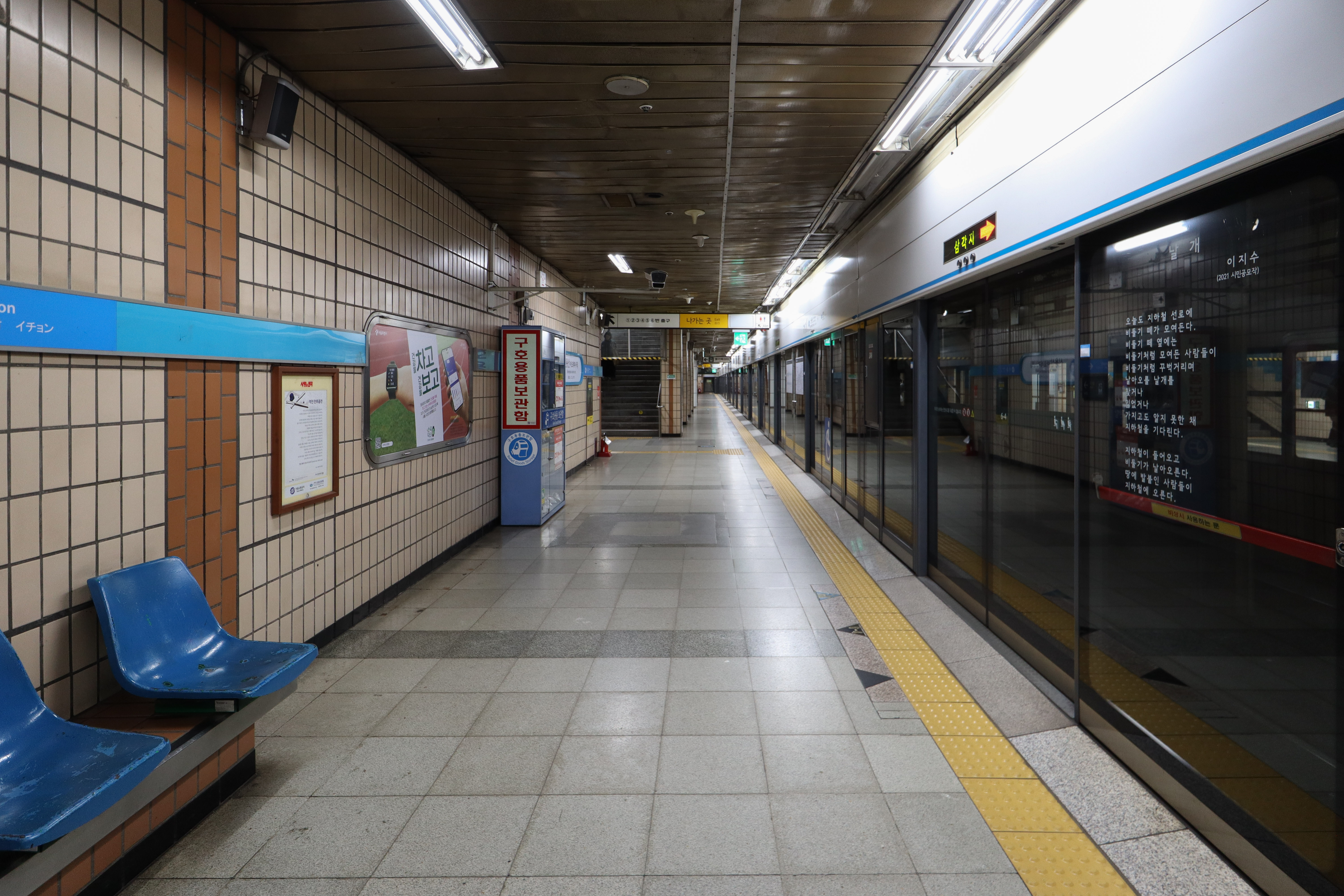
En 2023.
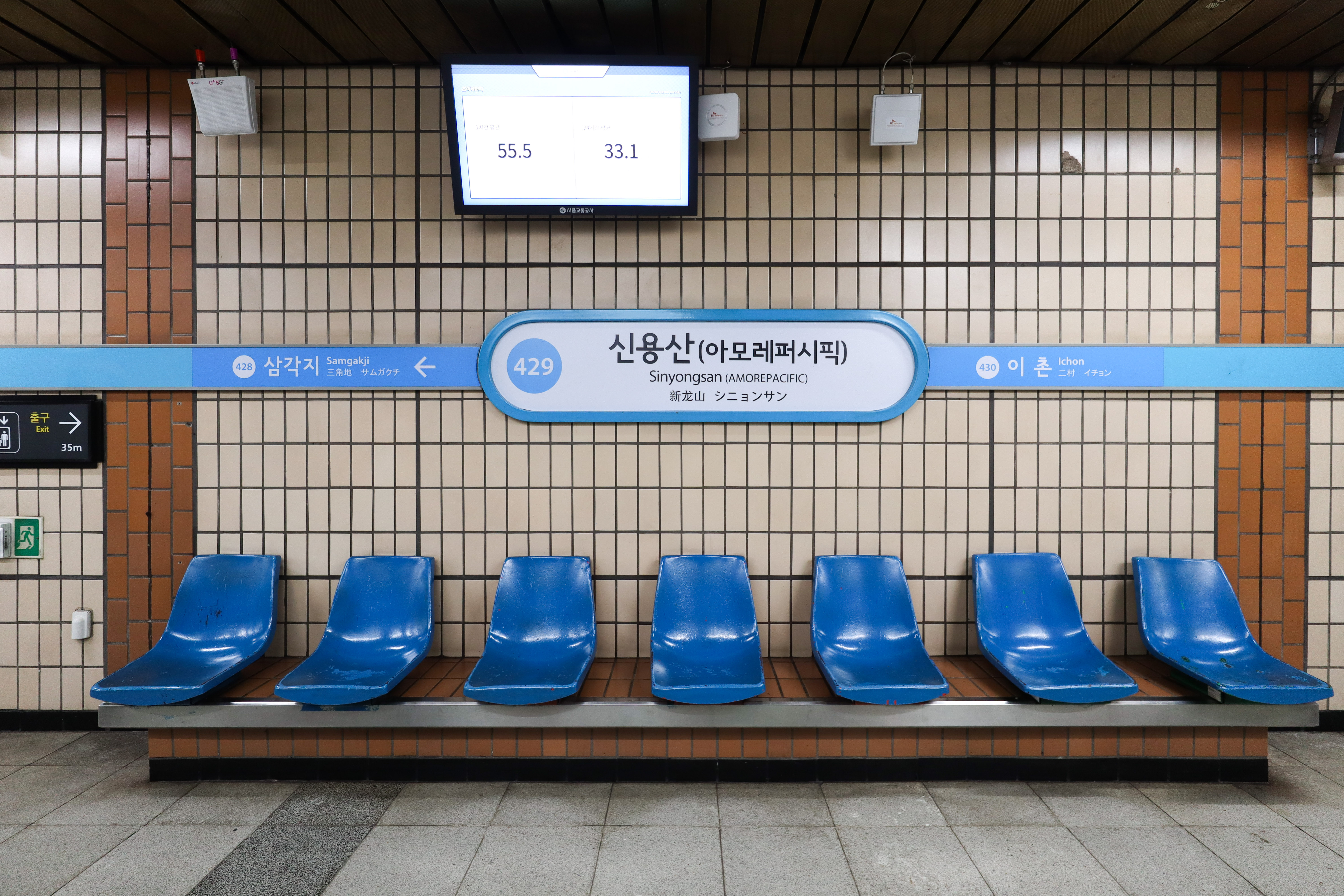
En 2023.
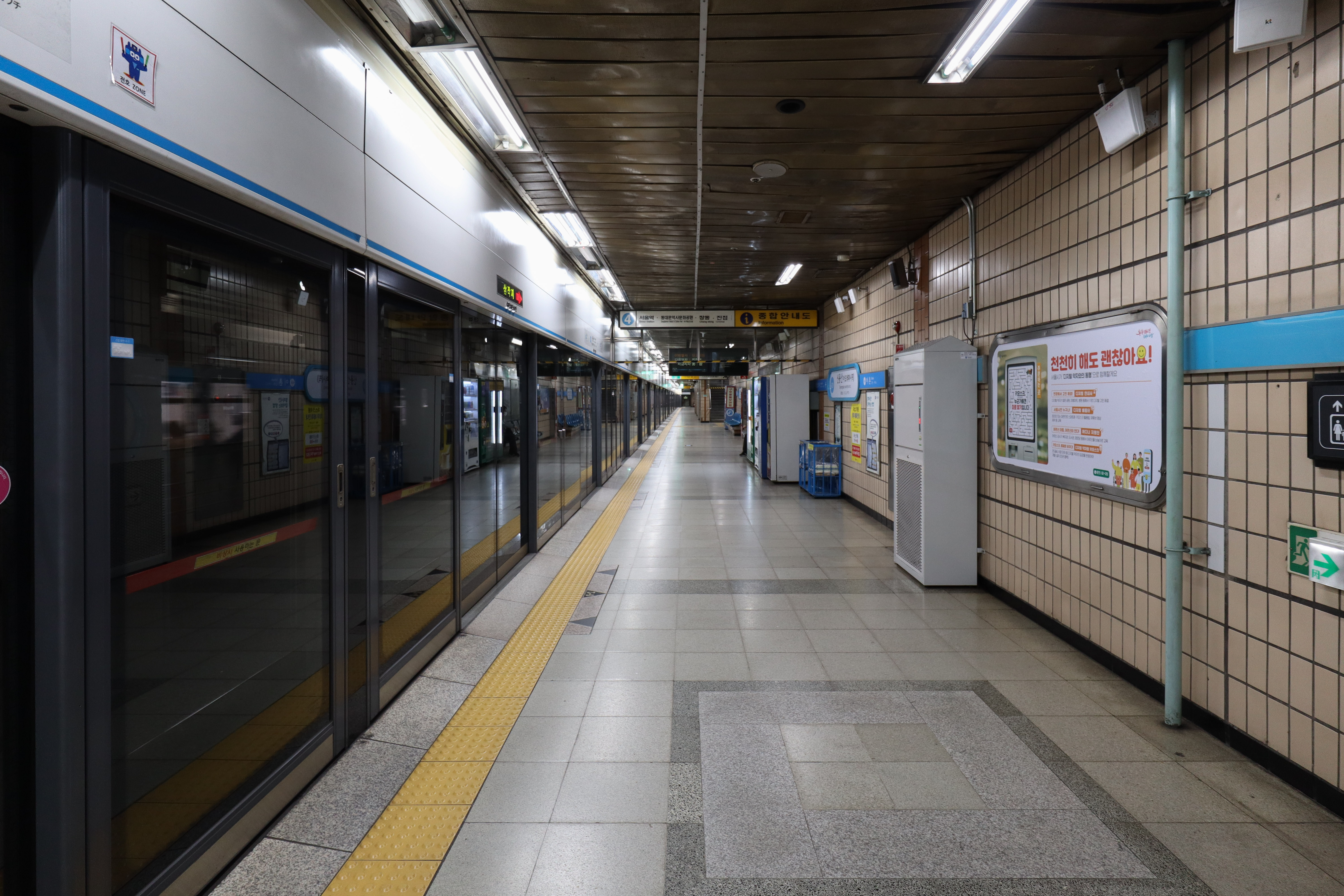
En 2023.

### Intermodalité
Des arrêts de bus sont situés à proximité.